# Tremola
La tremola è un formaggio di latte bovino pastorizzato tipico della regione svizzera del Canton Ticino. Ha un odore intenso di erbe montane. Il suo sapore è delicato e gradevole. Prodotto in luoghi di montagna, è provvisto di crosta, ed è costituito da pasta piuttosto dura, che assume una colorazione giallastra (sbiadita). La stagionatura media varia da 40 a 50 giorni.